# Lam Ka Wai
Lam Ka Wai (chiń. trad. 林嘉緯, ur. 5 czerwca 1985 w Hongkongu) – piłkarz z Hongkongu grający na pozycji ofensywnego pomocnika. Od 2008 roku jest zawodnikiem klubu Kitchee SC.

## Kariera klubowa
Swoją karierę piłkarską Lam rozpoczął w klubie Hong Kong Rangers. W 2002 roku został wypożyczony do Double Flower FA, w którym zadebiutował w jego barwach w First Division z Hongkongu. Z kolei w 2003 roku wypożyczono go na sezon do Kitchee SC. W 2004 roku wrócił do Hong Kong Rangers i występował w nim do końca sezonu 2007/2008.
W 2008 roku Lam ponownie trafił do klubu Kitchee SC. Wraz z Kitchee SC wywalczył dwa mistrzostwa Hongkongu w sezonach 2010/2011 i 2011/2012. W sezonie 2011/2012 zdobył także Puchar Ligi Hongkongu oraz Puchar Hongkongu.
| Sezon   | Klub              | Kraj     | Rozgrywki      | Mecze | Bramki |
| ------- | ----------------- | -------- | -------------- | ----- | ------ |
| 2002/03 | Double Flower FA  | Hongkong | First Division | 18    | 1      |
| 2003/04 | Kitchee SC        | Hongkong | First Division | 22    | 5      |
| 2004/05 | Hong Kong Rangers | Hongkong | First Division | 24    | 3      |
| 2005/06 | Hong Kong Rangers | Hongkong | First Division | 13    | 1      |
| 2006/07 | Hong Kong Rangers | Hongkong | First Division | 18    | 0      |
| 2007/08 | Hong Kong Rangers | Hongkong | First Division | 24    | 3      |
| 2008/09 | Kitchee SC        | Hongkong | First Division | 20    | 1      |
| 2009/10 | Kitchee SC        | Hongkong | First Division | 19    | 1      |
| 2010/11 | Kitchee SC        | Hongkong | First Division | 17    | 7      |
| 2011/12 | Kitchee SC        | Hongkong | First Division | 11    | 2      |
| 2012/13 | Kitchee SC        | Hongkong | First Division |       |        |

## Kariera reprezentacyjna
W reprezentacji Hongkongu Lam zadebiutował 5 marca 2005 roku w wygranym 6:0 meczu Mistrzostw Azji Wschodniej z Mongolią, w którym strzelił gola. W swojej karierze grał też m.in. na Igrzyskach Wchiodnioazjatyckich 2005 i Igrzyskach Azjatyckich 2006.